# Puellina pedunculata
Puellina pedunculata är en mossdjursart som beskrevs av Marie Clément Gaston Gautier 1956. Puellina pedunculata ingår i släktet Puellina och familjen Cribrilinidae. Inga underarter finns listade i Catalogue of Life.